# Multiculturalisme dins del mormonisme
El multiculturalisme dins del mormonisme fa referència a la manera com l'Església de Jesucrist dels Sants dels Últims Dies (mormonisme) aborda la diversitat cultural i ètnica dins de la seva comunitat global.

## Relacions amb les altres religions

### Els Sants dels Darrers Dies i els musulmans
L'apreciació de l'Església per al paper de Mahoma en la història es pot llegir a la Declaració de 1978 de la Primera Presidència. Aquest informe situa Mahoma entre els grans líders religiosos del món que va rebre una porció de la llum divina i diu que ...les veritats morals van ser donades per Déu [els líders] per investigar nacions senceres i proporcionar un major nivell de comprensió de cada ésser humà.
Segons B. H. Roberts (1857-1933), els anys setanta: «L'Església de Jesucrist dels Sants dels Darrers Dies és creat per a l'educació dels homes i és una de les maneres que Déu fa servir per donar a conèixer la veritat, però no limitat a aquesta institució per aconseguir aquest objectiu, no està limitada en el temps o lloc. Déu aixeca aquí i allà, entre tots els fills dels homes, savis i profetes que són dels seus pròpia llengua i la seva pròpia nacionalitat i parlar a la gent perquè entenguin. ... Tots els grans mestres són els servents de Déu en tots els països i totes les èpoques. S'inspiren en els homes, elegits per educar els fills de Déu, en les condicions en què viuen».
En els darrers anys, l'observança de l'herència espiritual de Muhammad i els valors religiosos de la comunitat musulmana ha portat els Darrers Dies Sants i els musulmans de tot el món tenen més contactes i més i cooperar més. L'Església respecta les lleis i tradicions musulmanes que prohibeixen la conversió de musulmans a altres religions. Per això, ha adoptat una política de no fer proselitisme en els països musulmans a l'Orient Mitjà. No obstant això, el diàleg i la cooperació són nombroses, com les visites als líders musulmans a la seu de l'Església a Salt Lake City, utilitza l'enllaunat de l'Església pels musulmans per produir aliments halal (purificada per un ritual) l'assistència humanitària i de primers auxilis per a l'Església en àrees predominantment musulmanes, com Jordània, Kosovo i Turquia, els acords entre la Universitat de Brigham Young i altres institucions acadèmiques i de govern en el món musulmà L'existència de l'Associació d'Estudiants Musulmans de la Universitat Brigham Young, i la col·laboració entre l'Església i les organitzacions musulmanes per a la preservació dels valors familiars tradicionals. A més, la publicació de la Islamic Translation Series (col·lecció de llibres islàmics traduïda a l'anglès) és patrocinat per la Universitat Brigham Young i de l'Església i va donar lloc a múltiples intercanvis entre les autoritats i els líders musulmans de l'Església de Jesucrist dels Sants dels Darrers Dies. Un ambaixador musulmà davant l'ONU, va dir que aquesta col·lecció d'obres traduïdes «tenen un paper positiu en els esforços d'Occident per aconseguir una millor comprensió de l'islam«». A més, la instal·lació de dos centres d'intercanvi acadèmic i cultural a l'Orient Mitjà en 1989 (a Jerusalem i Amman), reflecteixen el tradicional respecte pels líders de l'església a l'Islam. Un membre del Consell de Ministres d'Egipte, va dir Howard W. Hunter, del Quòrum dels Dotze Apòstols: «Si arriba un dia per tancar la bretxa entre el cristianisme i l'Islam, que necessàriament serà per l'Església Mormona».

### Mormons i judaisme

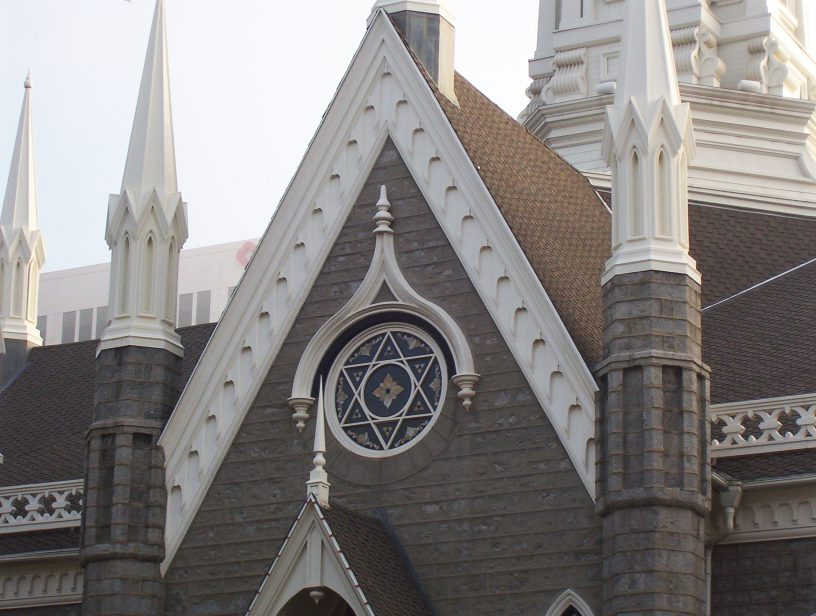
Detall del Saló de l'Assemblea de Salt Lake.

Els Sants dels Darrers Dies reclamen pertany a la casa d'Israel, ja sigui familiars directes o per adopció. Com a tal, el judaisme és la base de la història dels mormons. Els jueus són considerats com un poble del pacte de Déu, celebrada a alta estima i respectada en la fe mormona. L'Església és per tant molt Filó en la seva doctrina. Des de la perspectiva de la comunitat jueva, les creences mormons en relació amb la seva pertinença a la Casa d'Israel són generalment rebutjats, tant teològica i cultural.
El concepte de reivindicació de la pertinença a la Casa d'Israel produeix problemes entre religions diferents. Encara que hi ha conflictes, les relacions han arribat poques vegades, si alguna vegada, a l'antisemitisme i antimormonisme.

### Situació dels negres dins del mormonisme

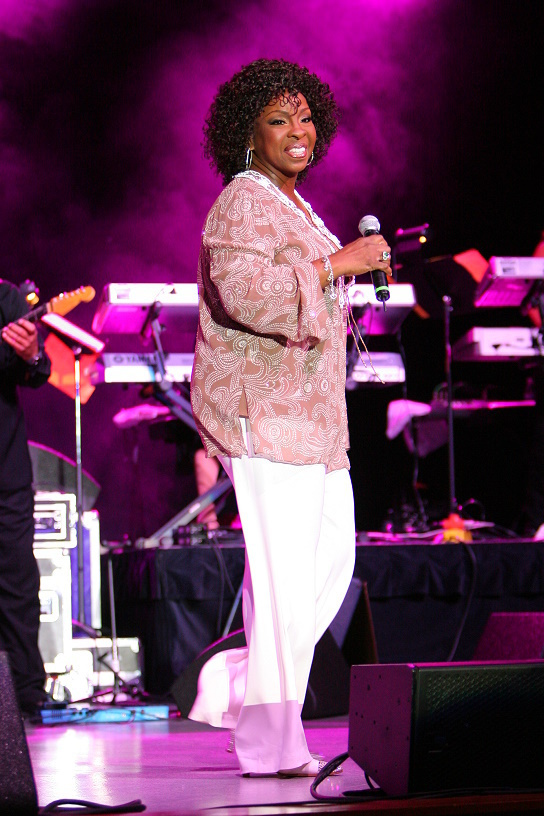
Des del seu baptisme en 1997, Gladys Knight s'ha esforçat per augmentar la consciència del poble negre a l'església mormona.

Els negres han estat sempre benvinguts a l'Església i Joseph Smith (1805-1844), va ordenar sacerdots negres i va lluitar contra l'esclavitud com un candidat a president dels Estats Units. Smith va sostenir, però, la creença comuna en el moment en què els negres eren els maleïts descendents de Caín. Després de la seva mort, la doctrina de l'Església ensenya que si els negres podien ser batejats, no podien, per tant, ser ordenat sacerdot i després entrar al temple. Segons Brigham Young, el seu successor, la discriminació era la intenció de Déu. El 1852, va declarar: «ells no reben les benediccions del sacerdoci abans dels altres descendents d'Adam ha rebut les promeses i estem encantats amb benediccions del sacerdoci ... si ho féssim, el sacerdot seria remogut de l'Església i el Regne de Déu... l'església aniria a la seva destrucció». Aquesta política ha suscitat moltes crítiques durant el segle xx, sobretot moviment de drets civils als Estats Units, sinó també dels intel·lectuals i acadèmics (de vegades els mormons mateixos). L'actitud de l'Església envers les altres cultures i gent de color, que havia estat compartida per la majoria dels nord-americans blancs, va començar a aparèixer racista i neocolonial. L'església va ser objecte de fortes reaccions, degut a la seva posició sobre la qüestió dels negres i els indis.
En 1955, l'Església va començar a ordenar els melanesis negres per al sacerdoci. A final de 1960, l'església va créixer al Brasil, el Carib i Àfrica. En el cas d'Àfrica i el Carib, l'Església encara no havia començat la seva tasca missionera a gran escala en la majoria dels estats. Els grups grans a Ghana i Nigèria han volgut unir-se a l'església i membres de l'església molts eren els brasilers d'ascendència africana. El juny 8, 1978, Spencer W. Kimball, president 12 de l'església, posar fi a la política de discriminació mitjançant l'emissió d'una declaració. En 1981, l'Església va publicar una nova edició del Llibre de Mormó, que es va reprendre la publicació el 1840 sota la supervisió de Joseph Smith. Llavors va canviar el pas dient que els lamanites (considerat pels mormons com els indis) que es converteixen en blanc i agradable després d'acceptar l'Evangeli de Jesucrist. En la nova edició, que es va incorporar el 1840, el terme utilitzat és pur en aquest passatge (i no blanc), que defineix l'espiritualitat termini en lloc de color de la pell. Avui dia, els membres negres de l'Església són nombrosos i moltes congregacions són predominantment negres.

### Mormonisme i de les Primeres Nacions d'Amèrica

Bandera de la Confederació Iroquesa

Durant el període que va seguir la Segona Guerra Mundial, l'Església va començar a centrar la seva expansió en el nombre de les cultures natives d'Amèrica i Oceania que molts mormons consideren de la mateixa ètnia. Aquestes persones van ser anomenades lamanites a causa dels seus suposats descendents dels lamanites en el Llibre del Mormó. El 1947 l'església es va iniciar un programa que ofereix l'Índia, on els estudiants indígenes d'Amèrica (a petició dels seus pares) van ser voluntàriament col·locats en llars dels mormons els va donar la benvinguda en blanc per a l'any escolar quan van assistir Les Escoles Públiques i va comparar la cultura mormona.

## Mormonisme i gènere

### Percepció mormona de l'homosexualitat

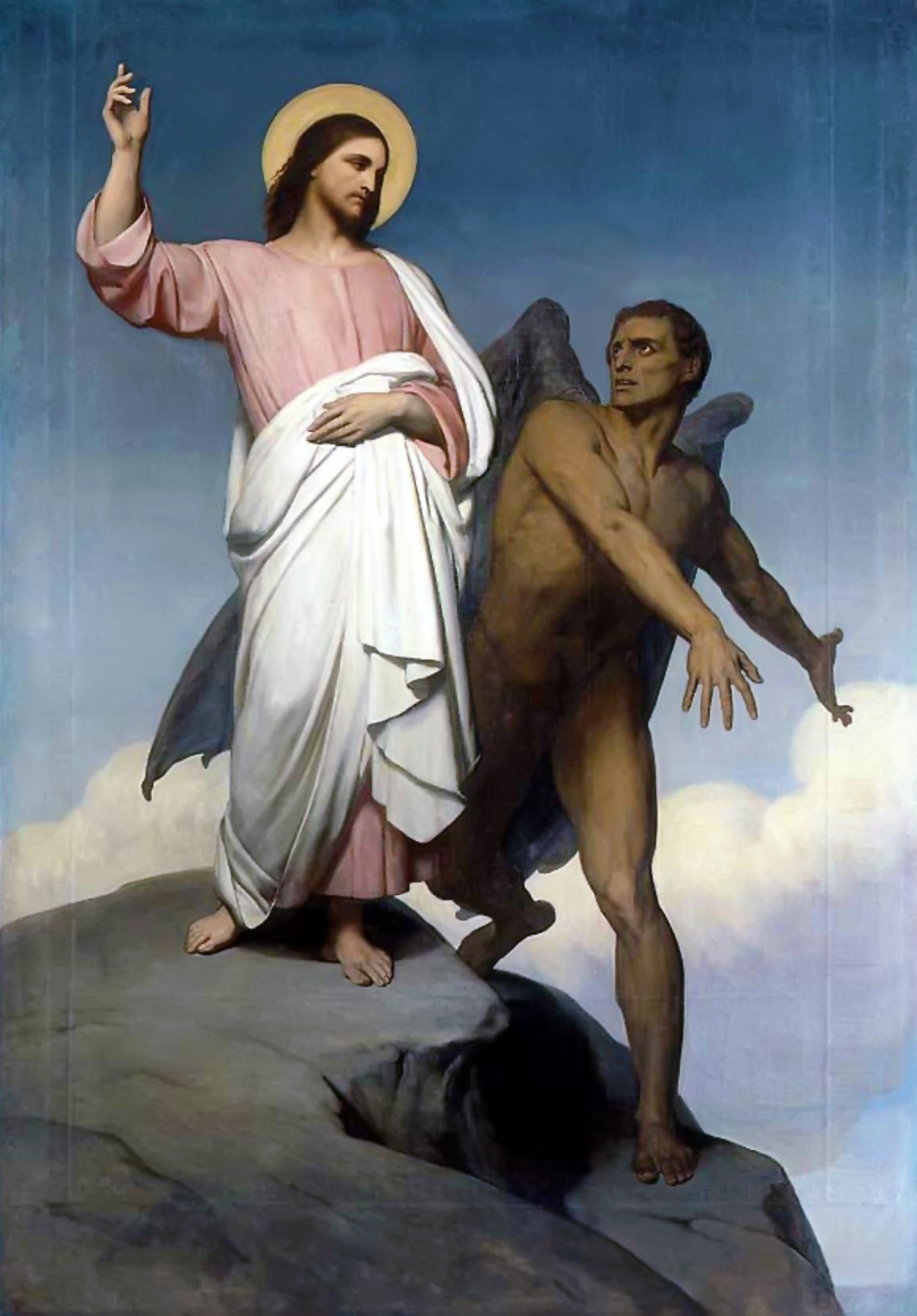
L'església utilitza l'exemple de Jesucrist sent temptat com un exemple de com els homosexuals poden evitar el pecat.

Al mormons, el matrimoni entre un home i una dona és ordenat per Déu i és essencial per al pla etern de Déu per la salvació dels seus fills. L'homosexualitat és oficialment considerat com un conjunt de pensaments, sentiments i comportaments, i no com una condició immutable, o la indicació d'una identitat innata. Ens ensenya que els sentiments homosexuals pot ser innata i que, encara que de vegades són no desitjats, que poden i han de ser controlats.
L'Església diu que vol donar la benvinguda als seus membres gais i lesbianes. Els Sants dels Darrers Dies que experimenten inclinacions homosexuals poden romandre dins de l'Església sempre que respectin la llei de castedat, considerat com un símbol que indica que tenia relacions sexuals entre marit (un home i una dona) legalment casats. L'Església en conseqüència afavoreix les mesures que defineixen el matrimoni com una unió entre un home i una dona que no li dona estatus legal a qualsevol tipus de relació sexual.
L'incompliment de la llei de castedat prohibeix les relacions sexuals prematrimonials, el sexe amb algú que no sigui el seu cònjuge i sexe gai pot conduir a l'excomunió.
L'Església també s'oposa a l'ampliació dels drets legals per a les famílies de gais i lesbianes que, en la seva opinió, «debiliten la institució creada per Déu per a la família». La qüestió del matrimoni entre persones del mateix sexe segueix sent la principal lluita política de l'Església.
El 2009, l'Església ha donat suport a una sèrie de textos en contra de la discriminació contra els homosexuals condueixen a la seva adopció pel Consell de la Ciutat de Salt Lake City. Aquests textos van ser «dret a tenir un sostre sobre el seu cap i el dret al treball sense ser discriminat».

### Mormonisme i dones

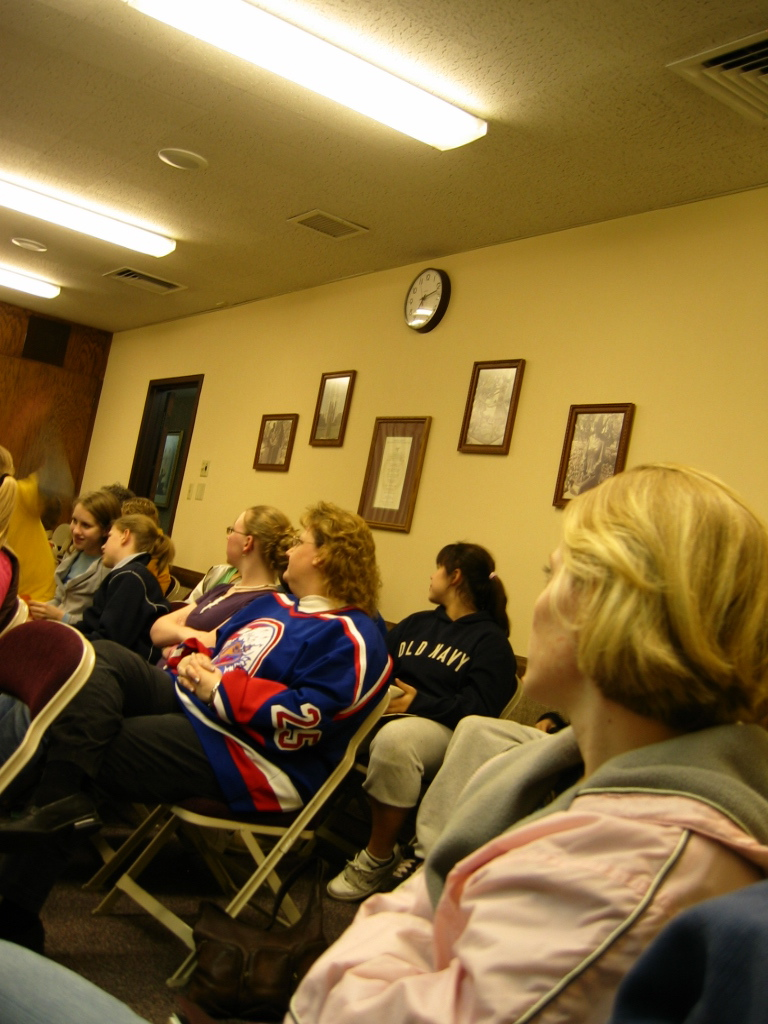
Dones joves de l'Església SDD durant una activitat en un dia de setmana.

La situació de la dona en el mormonisme ha estat una font de debat públic des d'abans de la mort de Joseph Smith el 1844. Diverses denominacions Moviment dels Sants dels Darrers Dies han pres rumbs diferents sobre el tema de la dona i el seu paper en l'Església i en la societat. Les opinions van des de la igualtat plena i ordenació de les dones al sacerdoci en pràctica per la Comunitat de Crist, al sistema patriarcal com el de l'Església Catòlica, practicat per l'Església de Jesucrist dels Sants dels Darrers Dies, al sistema ultra-patriarcal del matrimoni plural practicat per l'Església Fonamentalista de Jesucrist dels Sants dels Darrers Dies i altres grups fonamentalistes mormons.

## Mormonisme i violència
El Llibre del Mormó és vist pels Sants dels Darrers Dies, com un llibre de l'Escriptura que és comparable a la Bíblia. El Llibre del Mormó conté alguns ensenyaments sobre la violència que són similars als continguts en la Bíblia.

### Guerra justificada
El Llibre del Mormó mostra l'ús de la violència com a defensa contra la injustícia. La guerra és justificada per enderrocar un govern injust, o per a evitar que s'estableixi un (Alma 46, 51).

### Assassinat o intenció d'assassinat justificats
El mormonisme ensenya que la violència i fins i tot l'assassinat pot ser justificat en certes situacions, sempre que la violència és manat per Déu. El Llibre del Mormó conté un exemple de Nefi, el narrador de gran part del llibre, que es troba amb Laban amb estat d'ebrietat i tirat als carrers de Jerusalem (1 Ne. 4:7-8). Laban havia robat béns de la família de Nefi i s'havia negat a donar Nefi un important conjunt de plaques de bronze de la família de Nefi necessaris per al seu viatge al Nou Món. Nefi va ser enviat per l'Esperit Sant per treure l'espasa de Laban i matar Laban perquè pogués obtenir les planxes de bronze (1 Ne. 9:18).
El 1843, Joseph Smith va dictar una revelació que justifiquen el sacrifici humà d'Abraham intent del seu fill Isaac. Segons la revelació, Abraham se li va oferir al seu fill Isaac, però, hi ha escrit: No mataràs. Abraham, però, no es neguen, i li fou comptat a ell per justícia (D. i C. 132:36).

### Legió Nauvoo

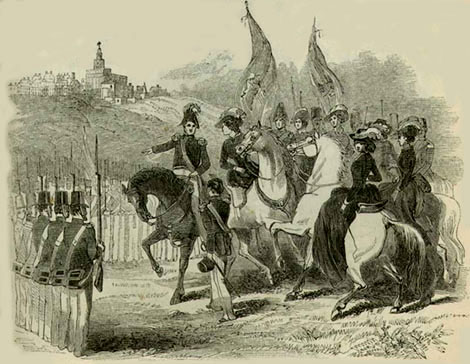
Joseph Smith i la Legió Nauvoo.

La Legió Nauvoo va ser originalment una milícia organitzada pels Sants dels Darrers Dies per protegir la ciutat de Nauvoo. Per guanyar-se el favor polític amb els Sants ambiguament-polítics, la legislatura estatal d'Illinois Nauvoo concedit l'estatut de ciutat liberal, que va donar la independència de la Legió Nauvoo extraordinària. Dirigit per Joseph Smith, fundador del moviment dels Darrers Dies i alcalde de Nauvoo, la Legió es va convertir ràpidament en la més formidable concentració del poder militar a l'oest americà. El 1844, després d'una controvèrsia derivada de la supressió del consell de la ciutat de Nauvoo, un diari crític de Smith i les polítiques de la seva església, Smith va mobilitzar la Legió i va declarar la llei marcial. Detingut per traïció, Smith va ser assassinat per una torba abans de la Legió podria venir a ajudar. Poc després, la Carta de Nauvoo va ser revocada, i la Legió Nauvoo va perdre la seva sanció oficial, com un braç de la milícia d'Illinois.

### Batalló Mormó

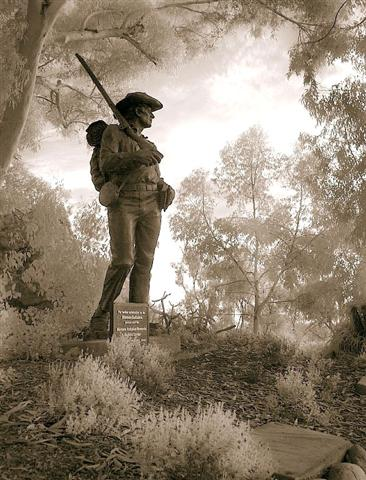
Mormon Battalion Monument per Edward J. Fraughton, Presidio Park, San Diego, Califòrnia.

El batalló mormó és l'única unitat religiosa a la història militar nord-americà, que serveix de juliol de 1846 fins a juliol de 1847 durant la guerra mexicano-americana. El batalló era una unitat de voluntaris al voltant de 500 homes mormons dirigits per oficials de companyia mormons, al comandament d'oficials de l'exèrcit regular. El batalló finalment van fer una marxa esgotadora de Council Bluffs, Iowa, a San Diego, Califòrnia.
La marxa del batalló i el servei va ser essencial en ajudar a assegurar noves terres en diversos estats occidentals, especialment la compra de Gadsden de 1853 de gran part del sud d'Arizona. La marxa també va obrir una ruta de vagons per al sud de Califòrnia. Els veterans del batalló han tingut un paper important en l'expansió cap a l'oest dels Estats Units a Califòrnia, Utah, Arizona i altres parts d'Occident.

### Danites
En 1834, durant la marxa del Camp de Sió, Joseph Smith, va crear una milícia coneguda com a Exèrcits d'Israel per a protegir la seva comunitat. És a aquest grup al que més se li associa amb els danites. Després de la Guerra Mormona de 1838, el terme Danita era sovint connectat amb qualsevol militarisme mormó, incloent-hi la policia de Nauvoo, els guardaespatlles de Joseph Smith, la brigada dels quals tallaven i xiulaven i els cridats àngels destructors de Brigham Young. A pesar que alguns dels membres d'aquests grups haurien estat nomenat per Avard com Danites originals durant el període de Missouri, el lideratge d'aquesta societat secreta de 1838, en particular Sampson Avard, no estava associat amb els dirigents de les milícies que mantenien la pau i que usaven per a si el mateix nom.

## Mormonisme i la teoria evolutiva

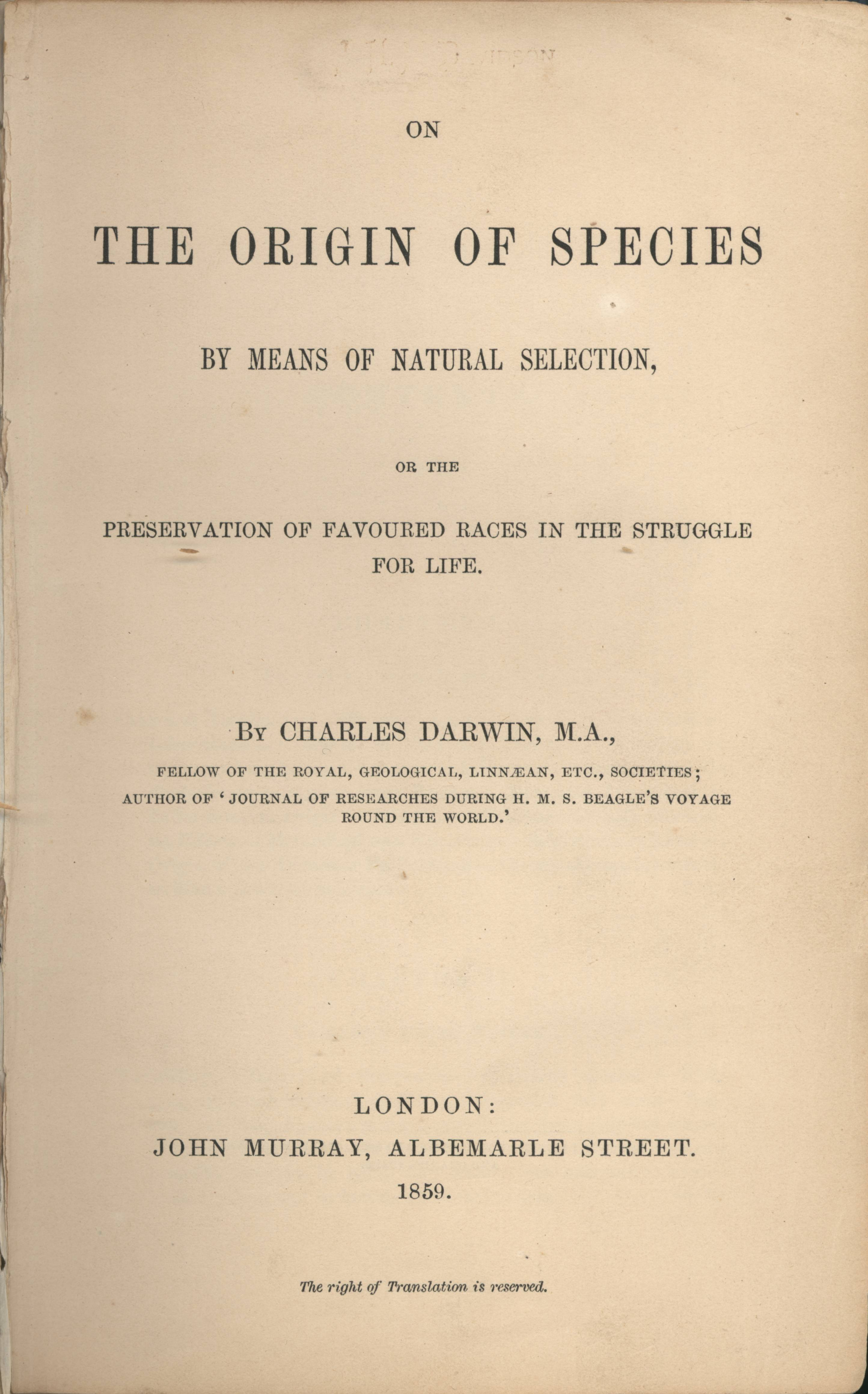
Portada de la primera edició de L'origen de les espècies

Encara que l'Església no té una posició sobre la teoria de l'evolució, s'ha emès una sèrie de dogmes sobre l'origen de l'home. Aquestes declaracions generalment adopten la posició aprovada per l'Enciclopèdia del mormonisme,.
La primera declaració oficial de 1909 sobre la qüestió de l'evolució ha marcat el centenari del naixement de Charles Darwin i el 50 aniversari del seu treball sobre l'origen de les espècies. Aquest any, la Primera Presidència dirigit per Joseph F. Smith va fer una declaració sobre el punt de vista del creacionisme religiós predominant, trucant a la teoria de l'evolució com una teoria de l'home fals o dolent. Se sosté per alguns que no va ser Adam el primer home a la terra i l'origen del desenvolupament humà és un descendent dels fundadors de l'animal. No obstant això, hi ha les teories de l'home. En el seu missatge de Nadal el 1910, la Primera Presidència es refereix a la posició de l'Església vis-à-vis la ciència: 
| « | "La diversitat d'opinions no implica necessàriament la intolerància d'esperit i no irrita o dibuixar éssers racionals uns contra els altres ... La nostra religió no és hostil a la ciència real. Això es demostra, acceptem amb alegria, però no acceptem la vana filosofia, la teoria humana o la simple especulació humana, i no aconseguim res que sigui contrari a la revelació divina o al sentit comú." | » |

El 1925 un nou president ha emès una declaració formal en la qual va reafirmar la doctrina que Adam va ser el primer home a la terra i va ser creat a imatge de Déu. L'Església mormona no ha emès una declaració oficial sobre la teoria de l'evolució des de 1925.

## Distinció dels valors familiars
La presentació del premi a la família de valors donats per l'Església a membres de la comunitat que han fet grans coses per donar suport a la família es porta a terme a Londres des de 2004. El 2009 va ser guardonada amb l'Honorable Reverend John Battle, membre del Parlament, va enviar al primer ministre a totes les denominacions del Regne Unit, sinó també a Jill Kirby, director del Centre d'Estudis Polítics i fundador i president de Full Time Mothers (Mares a temps complet).
Entre d'altres, ja han rebut aquest premi Mary Crowley, membre de l'Ordre de l'Imperi Britànic, i el reverend Paul Honorable Boateng, l'ex primer secretari d'Hisenda.